# Consell de Col·legis Veterinaris de Catalunya
El Consell de Col·legis Veterinaris de Catalunya (CCVC) és una organització constituïda el 1985 com a òrgan representatiu i executiu superior dels quatre col·legis oficials de veterinaris de Catalunya: Barcelona, Girona, Lleida i Tarragona. El seu àmbit d'actuació compren el territori de Catalunya i té la seu a Barcelona.
Entre les funcions del CCVC cal destacar la recollida, elaboració de les normes deontològiques de la professió i vetllar pel seu acompliment. També vetlla per l'ordenació de la professió veterinària i el seu vincle amb la societat, i fomenta la formació continuada dels professionals.
Es coordina amb altres associacions estatals i internacionals relacionades amb la veterinària: Academia de Ciències Veterinaries de Catalunya (ACVC), Associació de Veterinaris Higienistes de Catalunya (AVHIC), Associació Catalana d’Història de la Veterinària (ACHV), Consejo de Colegios Veterinarios de España. Gestiona alguns programes nacionals com l’Arxiu d’Identificació d’Animals de Companyia (AIAC).

## Història
El Consell es crea donada la legislació sobre creació de col·legis professionals a Catalunya del 1982 que contempla que els col·lectius professionals organitzats per províncies s'agrupin en un òrgan superior que els representi en l'àmbit de cada comunitat autònoma. El Consell va tenir un precedent en la Federació de Col·legis que es va constituir a Tarragona el 26 de Juny de 1981, amb l'impuls de Josep Ma Vila Vidal, i Magi Brufau i Estrada, presidents dels de Girona i Tarragona respectivament, i presidència honorífica del Conseller d'Agricultura, Ramaderia i Pesca, Agustí Carol i Foix.
El 1985, la veterinària catalana es troba en un moment de canvis, amb una autonomia que tot just acaba de començar i a desenvolupar competències, una professió que requereix un revulsiu per reorganitzar i modernitzar les seves estructures alhora que defensi socialment la professió veterinària. A més compta amb reptes importants com la creació de la nova Facultat de Veterinària de la Universitat Autònoma de Barcelona a Bellaterra i l'entrada d'Espanya a la Comunitat Econòmica Europea (ara Unió Europea). El CCVC presenta un document "Estudi-Informe presentat a la Generalitat sobre la reestructuració dels serveis veterinaris oficials de Catalunya". En el mateix es destaca la importància de la ramaderia industrial, l'adaptació al mercat europeu, la implantació duna potent industria de pinsos, alimentària i càrnia transformadora que esdevé el 30% de tot l'estat. L'estructura de la professió basada en partits veterinaris dificultava molt la tasca de la inspecció veterinària. Es proposa una estructura de serveis distribuïda en salut pública, ramaderia, escorxadors i coordinació.
Del 12 al 27 de novembre de 1988 se celebra el Primer Congrés de la Veterinària Catalana que organitzen conjuntament la Facultat de Veterinària UAB i el CCVC. El president de la Generalitat de Catalunya Jordi Pujol aprofitava per inaugurar oficialment les instal·lacions de la nova facultat. En aquella conjuntura es va debatre sobre el futur des dues zoonosis: la pesta equinai la pesta porcina africana, que encara afectaven a bona part del territori espanyol. El mateix any, se celebra la XIII edició del Congres Mundial de Veterinaris Especialistes en Petits Animals, organitzat per la World Small Animal Veterinary Association (WSAVA) i que presidieix el Dr. Miquel Luera. Serveix com a carta de presentació del CCVC en l'escena internacional.
El 1991 es crea una Comissió mixta CCVC i Facultat de Veterinària UAB per tal de rebaixar el nombre d'estudiants de primer i la modificació del pla d'estudis amb l'objectiu de l'homologació del títol en l'àmbit europeu.
Durant les Jornades de Veterinària de Salut Pública celebrades el 1992 al Col·legi de Veterinaris de Tarragona el CCVC promou el Manifest de Reus en el que es defensa el paper de la veterinària com a garant de la salut pública arran de l'episodi de contaminació per clenbuterol.
El 2015 el CCVC aprova el Reglament per a l'exercici professional de la clínica d'animals de companyia a causa de l'increment en la prestació de serveis veterinaris i l'exercici de la lliure competència, regulant funcions i modalitats, d'acord amb Llei de Ordenació de Professions Sanitàries, la Llei de Salut Pública i la de Col·legis Professionals.

## Programes

### Arxiu d'Identificació d'Animals de Companyia (AIAC)
El 1987 neix l'Arxiu d’identificació d’Animals de Companyia amb l’aplicació de tatuatges. Aquest arxiu, inicialment es va crear amb l'objectiu de facilitar la localització dels propietaris d'animals de companyia perduts o abandonats. Un codi de sis caràcters es tatuava en una orella o cuixa del gos o gat i que permetia identificar-lo al llarg de la seva vida. Un cop incorporat a la pell de l'animal, el codi s'introdueix en un arxiu informàtic. El 1989 l'Asociación Veterinaria Española de Especialistas en Pequeños Animales (AVEPA) fa extensiva la identificació animal a la resta de comunitats autònomes d’Espanya. Aquesta associació impulsa el 1993 la Red Española de Identificación de Animales de Compañia (REIAC) per tot el territori espanyol. Amb la creació de PETMaxx s'ha avançát amb la cerca per trobar animals extraviats a escala europea.
El 1998 la Generalitat per Decret 328/1998 estableix l’obligació d’identificar els gossos amb tatuatge o microxip subcutani i crea el Registre General d’Animals de Companyia. El 1999 es crea la xarxa europea EUROPETNET (European Pet Network) que permet localitzar totes les mascotes identificades en qualsevol país de la xarxa. El 2001 es reconeix oficialment al CCVC com a gestor del registre oficial d’animals de companyia en territori català. L''Arxiu d'Identificació d'Animals de Companyia (AIAC) que se'n deriva vol ser un servei adreçat als propietaris d'animals de companyia i a la societat en general per fomentar la tinença responsable d'aquests animals. Per la configuració d'aquests microxips se segueixen les normes de qualitat ISO 11784 i 11785. El Comité Internacional per a la Identificació Animal (ICAR) s'encarrega d’homologar els microxips. La Federació Europea d’Associacions de Veterinaris d’Animals de Companyia (FECAVA) ha promogut la utilització d’una única tecnologia homologable per a les campanyes d’identificació animal. Els veterinaris col·legiats s'encarreguen de portar a terme aquesta implantació i la de canvi de propietari, domicili, passaports d’animals de companyia i inscripcions de microxips a d'altres comunits espanyoles.
Un altre pas en la identificació animal ha estat la creació del passaport d’animals de companyia per tots els gossos, gats i fures que viatgin d’un país comunitari a un altre. El Reglament 998/2003 del Parlament i Consell Europeu estableix que tots els animals que viatgin hauran d’anar acompanyats d’un passaport europeu i identificats amb microxip o tatuatge (caduca el 2011) i el 2004 entrarà en vigor a Catalunya. La incorporació de xips en els animals de companyia ha anat creixent amb el temps, tot i que darrerament es detecta una certa relaxació en la seva implantació.

### GIF-VET sobre gats ferals
El 2018 es planteja una jornada sobre gats ferals en el si del CCVC: 1a Jornada Veterinaris i Salut Pública "Gats Ferals i Colònies urbanes: un repte per la professió". El programa Gif-Vet pretén reduir els problemes generats per les colònies de gats urbans mitjançant el mètode CER (captura, esterilització i retorn) que també ha estat defensat per altres organitzacions protectores, per aconseguir arribar al sacrifici zero i la natalitat zero a les colònies de gats urbans, segons han explicat els seus impulsors. La gestió d'aquest pla inicial ha estat contestat per les entitats protectores d’animals.
En la 2a Jornada Veterinaris i Salut Pública sobre gats ferals que es va celebrar el passat 2019 es presenta l'Observatori per a la Gestió Integral Felina i el programa Gif-Vet per oferir una resposta eficaç davant la detecció creixent  de gats ferals als carrers de pobles i ciutats de Catalunya, i per a definir els protocols que garanteixin la salut pública i el benestar animal.

## Estudis i campanyes

### Estudi d’animals de companyia a Catalunya
L'any 2014 es presenta el primer Estudi d'animals de companyia AIAC que compren el període 1997-2014. En el mateix es conclou que hi ha mes d’un milió d’animals registrats a Catalunya on el 91,6% son gossos (938.254), 7,6% gats (78,130), 0,4 fures i 0,4 amb animals exòtics que inclouen aus, tortugues, conills, entre d'altres. Cal tenir en compte que mes del 60% de les malalties de les persones son transmeses per animals (zoonosis) i per això cal controlar la seva salut i benestar.

### Animals de companyia i COVID19
El 2020 amb la pandèmia del Covid19 el CCVC ha promogut campanyes per conscienciar a la societat de que no hi ha cap estudi concloent que faci pensar que els gossos i gats siguin l'hostes intermediaris, ni que transmetin el nou coronavirus. Els gats i fures si que sembla puguin tenir capacitat de rèplica vírica del SARS-CoV-2 però amb poca capacitat de transmissió. Tot i així, s'ha presentat un document sobre recomanacions a tenir en compte sobre el gats ferals i el COVID19 Amb la col·laboració d'alguns investigadors com Joaquim Segalés, Marta Amat, i Maria Àngels Calvo s'ha promogut quin es l'estat de la qüestió del coneixement veterinari relacionat amb el COVID19 i les pautes a seguir en relació al confinament relacionat amb els animals de companyia.